# Función cuasiperiódica
En matemáticas, una función se dice cuasiperiódica cuándo tiene alguna semejanza a una función periódica pero no coincide con la definición estricta. Para ser más preciso, esto significa una función {\displaystyle f}  es cuasiperiódica con cuasiperiodo {\displaystyle \omega } si {\displaystyle f(z+\omega )=g(z,f(z))}, dónde g  es una función más simple que f. Nótese qué "simple" es impreciso y permite diferentes definiciones.
Un caso sencillo (a veces llamada aritmética-cuasiperiódica) es si la función obedece la ecuación:
{\displaystyle f(z+\omega )=f(z)+C}
Otro caso (a veces llamado geométrico-cuasiperiódico) es si la función obedece la ecuación:
{\displaystyle f(z+\omega )=Cf(z)}
Un ejemplo útil es la función :
{\displaystyle f(z)=\sin(Az)+\sin(Bz)}
Si la proporción A/B es racional, esto tendrá un periodo, pero si A/B es irracional no hay dicho periodo, aunque sí una sucesión de números {\displaystyle \omega _{i}} llamados "casi" (almost) periodos, tales que para cualquier {\displaystyle \epsilon }, existe un i tal que.
{\displaystyle |f(z+\omega _{i})-f(z)|<\epsilon }

Otro ejemplo de función con casi periodos es la  función theta de Jacobi, dónde
{\displaystyle \vartheta (z+\tau ;\tau )=e^{-2\pi iz-\pi i\tau }\vartheta (z;\tau ),}
muestra que para τ fijo, el cuasiperiodo es τ; también es periódico con periodo uno. Otro ejemplo está proporcionado por la función sigma de Weierstrass, la cual es cuasiperiódico, con dos cuasiperiodos independientes, los periodos correspondientes a las funciones sigma de Weierstrass.
Funciones con una ecuación funcional aditiva
{\displaystyle f(z+\omega )=f(z)+az+b\ }
son también llamadas cuasiperiódicas. Un ejemplo de esto es la función zeta de Weierstrass, dónde
{\displaystyle \zeta (z+\omega )=\zeta (z)+\eta \ }
Para una constante fija η cuándo ω es un periodo de la correspondiente función ℘ de Weierstrass.